# Westermient
Westermient is een gebied en buurtschap in de gemeente Texel in de provincie Noord-Holland.
Westermient ligt net ten westen van Den Burg en De Westen op het Nederlandse waddeneiland Texel. Het gebied ontstond door de eeuwenlange verstuiving van het zand. Tegen het eind van de Middeleeuwen ontstonden zo in het gebied twee grote meren met daaromheen weilanden en moerassige heiden en aan de rand ervan de duinen. Het gebied lag hoger dan de polders. De eigenaars van het grond, de Staten van Holland en West-Friesland, besloten dat het gebied gehuurd kon worden. De dorpen De Koog en De Westen waren de dorpen die het huurden. Het gebied dat De Koog huurde kreeg de naam Koogermient, dat van De Westen werd het Westermient.

## Geschiedenis
Duizend jaar geleden was er tussen het oude Texel en het eiland Ganc (Koogereieland) een soort slufterachtig gebied, met een grote geul.
Door verheling van een vloedhaak verzandde deze geul en ontstond een grote kwelder. Na 1300 begon het opstuiven van de Jonge Duinen. Er ontstond een nieuw gebied, een wildernis of mientgrond. Mientgronden zijn eigendom van de Graaf of later de Staat. Deze gronden werden door de buurten gehuurd van de Grafelijkheid, later Domeinen. De Westermient werd gehuurd door de Buren van de Westen. De Westermient was een natte hei, waar in 1636 en in 1660 linnenblekerijen werden aangelegd. Na 150 jaar waren deze verlaten. Het gebied werd nu alleen nog bewoond door armelui in plaggen hutten.
In de 17e eeuw werd een deel van Westermient verhuurd aan linnenblekers. Deze legden twee bleekbedrijven aan in het gebied. Omdat wit linnen in de 18e eeuw uit de mode raakte verloor het eerste bedrijf, De Oude Bleekerij, zijn functie in 1731 en werd een boerderij. Het andere gebouw, De Nieuwe Bleekerij, bleef nog wel in bedrijf, maar in 1775 viel ook het doek voor die blekerij. De Nieuwe Bleekerij werd toen gesloopt.
Later ontstond er een mythe dat De Oude Bleekerij een Klooster van de Orde Der Tempelieren zou zijn geweest. Dit omdat voor Texelse begrippen de rode stenen van het gebouw wel erg groot waren. Deze werden dan ook kloostermoppen genoemd. Echte kloostermoppen zijn echter gemiddeld bijna twee keer zo groot als de gebruikte stenen. De koppeling bleef lang bestaan, totdat uit zowel archeologisch als archiefonderzoek in de 20e eeuw bleek dat het toch echt om een voormalige blekerij ging.
Na het verdwijnen van de blekerijen zakte ook de algemene levensstandaard in. Dit zorgde uiteindelijk dat er plaggenhutten ontstonden op de Westermient. Zo begon de eerste fase van echte bewoning en ontstond de buurtschap Westermient. Het duurde een tijd voordat de plaggenhutten werden vervangen of gesloopt.
In 1918 bouwde Prins Hendrik voor een van zijn vriendinnen een grote woning in het gebied, om daar hun dochter te laten opgroeien. Het gebouw ligt aan de rand van het bos en vlakbij duinen en was daarom ideaal voor Prins Hendrik om zijn jachtpartijen te houden. Tegenwoordig is ’t Mienthuis voor een deel te huur als vakantiehuis. Het woonhuis wordt echter nog bewoond. Een ander bekend persoon die in Westermient woonde is Jan Wolkers. Zijn ruime achtertuin is zelfs in een door hem gepresenteerde televisieserie verschenen. Ook publiceerde hij er een boek over.
Een groot deel van het gebied bestaat tegenwoordig uit bos en duinen, het natuurgebied Wester Duin, met aan de rand weilanden en hier en daar woningen en boerderijen.
Dorpen en gehuchten: 't Horntje · De Cocksdorp · De Koog · De Waal · Den Burg · Den Hoorn · Oosterend · Oudeschild

Buurtschappen: Bargen · Burger Nieuwland · De Kuil · De Naal ·  De Nes · De Westen · Dijkmanshuizen · Driehuizen · Harkebuurt · Het Noorden · Midden-Eierland · Molenbuurt · Nieuweschild · Noord Haffel · Noorderbuurt · Ongeren · Oost · Spang · Spijkdorp · Tienhoven · Westergeest · Westermient · Zevenhuizen · Zuid-Eierland · Zuid Haffel

Noord-Holland: Steden en dorpen in Noord-Holland      Nederland: Provincies · Gemeenten